# Młodzieżowe Indywidualne Mistrzostwa Szwecji na Żużlu 1973
Młodzieżowe Indywidualne Mistrzostwa Szwecji na Żużlu 1973 – cykl turniejów żużlowych, mających wyłonić najlepszych szwedzkich żużlowców w kategorii do 21 lat, w sezonie 1973. Tytuł wywalczył Sven Andersson. 

## Finał
- Avesta, 14 września 1973

| Msc. | Zawodnik         | Klub       | Pkt   |  |  |
| ---- | ---------------- | ---------- | ----- |  |  |
| 1    | Sven Andersson   | Indianerna | 15    |  |  |
| 2    | Richard Hellsén  | Getingarna | 12 +3 |  |  |
| 3    | Kent Pettersson  | Stjärnorna | 12 +2 |  |  |
| 4    | Lennart Olsson   | Ornarna    | 10    |  |  |
| 5    | Jan Sylvefjord   | Vargarna   | 10    |  |  |
| 6    | Peter Carlsson   | Filbyterna | 10    |  |  |
| 7    | Thomas Bergqvist | Lejonen    | 8     |  |  |
| 8    | Gunnar Ärlevik   | Ornarna    | 8     |  |  |
| 9    | Kent Eriksson    | Getingarna | 7     |  |  |
| 10   | Tom Blomqvist    | Smederna   | 6     |  |  |
| 11   | Thord Löwdin     | Masarna    | 6     |  |  |
| 12   | Hans Eriksson    | Bysarna    | 6     |  |  |
| 13   | Jan Nilsson      | Eldarna    | 3     |  |  |
| 14   | Göran Hedberg    | Ornarna    | 1     |  |  |
| 15   | Roger Björkman   | Masarna    | 0     |  |  |
| 16   | Eskil Jonsson    | Ornarna    | 0     |  |  |